# Midsjøvannet
Midsjøvannet est un petit lac dans la municipalité de Nordre Follo dans le comté d'Akershus en Norvège.

## Description
Le lac Midsjøvannet se trouve dans le Sørmarka, zone forestière de l'Oslomarka, à l'est de Ski. L'eau vient du Nærevannet et s'écoule via le Rullestadtjernet vers le Gjersjøen et le Bunnefjorden. L'eau abrite des brochets, des perches et plusieurs autres espèces, et est un lieu de pêche populaire. Il y a aussi une zone de baignade au bord de l'eau.

## Aire protégée
L'e lac avec la zone de plage a été protégée en tant que réserve naturelle en 1992. La vie végétale est protégée et la circulation motorisée est interdite.